# Brad Farrow
Bradley William Farrow –conocido como Brad Farrow– (Vancouver, 5 de octubre de 1956) es un deportista canadiense que compitió en judo. Ganó dos medallas de oro en los Juegos Panamericanos en los años 1975 y 1979.

## Palmarés internacional
| Juegos Panamericanos | Juegos Panamericanos      | Juegos Panamericanos | Juegos Panamericanos |
| Año                  | Lugar                     | Medalla              | Categoría            |
| -------------------- | ------------------------- | -------------------- | -------------------- |
| 1975                 | Ciudad de México (México) | Medalla de oro       | –63 kg               |
| 1979                 | San Juan (Puerto Rico)    | Medalla de oro       | –65 kg               |